# Babett Peter
Babett Peter (Oschatz, Alemania Oriental; 12 de mayo de 1988) es una exfutbolista alemana que jugaba como defensa. Histórica jugadora del fútbol teutón, es una de sus integrantes más laureadas, destacando como internacional absoluta con die nationalelf una Copa del Mundo, una Eurocopa, y dos medallas olímpicas, de bronce y oro, en Pekín 2008 y Río de Janeiro 2016.
Se retiró en 2022 tras dos temporadas en el Real Madrid Club de Fútbol.
Considerada en su juventud como una de las mejores futbolistas de su país —recibió la medalla de oro Fritz Walter a la mejor jugadora juvenil de 2007—, una parálisis facial periférica sufrida a la edad de cinco años no le impidió la práctica del fútbol. Sus síntomas fueron mejorados considerablemente mediante una cirugía cuando tenía quince años.

## Trayectoria

### Inicios
Peter comenzó a jugar fútbol a los nueve años en el Fußball Sportverein Oschatz, equipo de su ciudad natal, y en el año 2004 ingresó en el Fußballclub Lokomotive Leipzig de la Zweite Frauen-Bundesliga (segunda división). En esta época comenzó a jugar con los seleccionados nacionales inferiores de la Federación Alemana de Fútbol, mientras que disputó un total de treinta y dos partidos en los que anotó cinco goles, que la proyectaron como una de las promesas del fútbol alemán. En 2005 debutó en la DFB-Pokal, el campeonato de copa.

### Época dorada en Potsdam
Así, tras captar la atención de los grandes clubes de la máxima categoría, en el año 2006 fichó por el Frauenfußballclub Turbine Potsdam. El club, vigente campeón de liga y de Europa tras vencer al Djurgården/Älvsjö sueco, se reforzó para continuar la línea de éxitos. Llegada a mitad de temporada, debutó como profesional el 19 de febrero frente al Frauenfußballclub Brauweiler Pulheim y participó en la final de la Copa UEFA 2005-06 en la que perdieron a doble partido por un 7-2 global frente al Frauen-Fußball-Club Frankfurt. En el partido de vuelta, con un 0-4 adverso del partido de ida, Peter fue expulsada con un marcador de 1-2 favorable a su equipo, que pese a su ausencia no pudo darle la vuelta a la final y terminó por perder también este partido por 3-2.
Sí lograron el doblete nacional al vencer del campeonato de liga y el campeonato de copa. Fue el comienzo de sus años dorados —fue galardonada con la medalla de oro Fritz Walter a la mejor jugadora juvenil del año—, así como del club, y conquistaron nuevamente la liga en las temporadas 2008-09, 2009-10,  2010-11 y 2011-12. Su primer gol como profesional fue el 7 de octubre de 2007 frente al Sportgemeinschaft Essen-Schönebeck. En cuanto a la competición continental, vencieron el título en la edición 2009-10 en la que fue la primera temporada tras la reestructuración del torneo y que pasó a denominarse como Liga de Campeones Femenina de la UEFA, en consonancia con la homónima competición masculina. El título se decidió en la tanda de penaltis tras el 0-0 final y Peter fue una de las que anotó para el 7-6 final.
Consolidado como uno de los mejores clubes del panorama europeo, añadiendo a su palmarés tres títulos del segundo torneo de copa alemana denominado como DFB-Hallenpokal (es. Copa Indoor), no pudieron revalidar el título europeo la temporada siguiente tras perder en la final frente al Olympique Lyonnais por 2-0. En la siguiente edición, y en la que fue su última temporada en el club, fueron eliminadas en las semifinales por el mismo conjunto, quien a la postre revalidó el título tras vencer al Frauen-Fußball-Club Frankfurt, club en el que ingresaría la jugadora para su nueva etapa. Dejó el club con diez títulos conquistados.

### Receso en Frankfurt previo al resurgir en Wolfsburgo
Peter ingresó en las filas del Frauen-Fußball-Club Frankfurt, quien era otro de los grandes clubes del país y de Europa, y quien disputaba la supremacía en el territorio teutón al equipo de Potsdam. Pese a ello y tras una temporada en la que no clasificaron a la Liga de Campeones al finalizar terceras en liga, la jugadora sufrió una grave lesión en verano con su selección que la apartó de la actividad casi la totalidad de la temporada. Una fractura en el pie no diagnosticada a tiempo tras unos constantes dolores la impidió acudir a la Eurocopa de Suecia 2013 y no se recuperó hasta el mes de marzo, casi nueve meses de baja, por lo que necesitó rodaje con el equipo filial antes de volver a la máxima categoría y ya casi con la temporada finalizada. La jugadora decidió así poner rumbo a Wolfsburgo, después de vencer el único título logrado con el equipo, la campeonato de copa 2013-14.
Como nueva integrante del VfL Wolfsburgo la jugadora recuperó su mejor nivel. Junto a las vigentes bicampeonas de liga y Liga de Campeones, fueron eliminadas en las semifinales de 2014-15 por el París Saint-Germain Football Club (a la postre subcampeonas tras perder con su exequipo de Frankfurt). La temporada sin embargo fue exitosa tras vencer el campeonato de copa por 3-0 a su exequipo de Potsdam. Fue el primero de una sucesión de cinco títulos de copa durante su estancia en el club, que completó con otros tres títulos de liga en las ediciones de 2016-17, 2017-18, 2018-19 y suceder así curiosamente a sus anteriores clubes como el mejor equipo del país. No pudo pese a ello lograr un nuevo título continental pese a quedarse cerca en dos ocasiones con los subcampeonatos en 2015-16 y 2017-18 perdiendo ambas finales nuevamente con el Olympique Lyonnais que para la fecha se convirtió en el mejor equipo del continente europeo. Si bien las dos finales fueron muy reñidas y tuvieron que resolverse en la tanda de penaltis una, y en la prórroga otra, fue de nuevo el conjunto francés quien las eliminó en su última temporada europea en los cuartos de final 2018-19, cerrando un ciclo en el conjunto del norte de Alemania. Peter ultimó su participación UEFA con sesenta partidos en los que anotó siete goles.

### Veteranía en España
Pese a iniciar una nueva temporada en Alemania antes del cierre de mercado recaló en el Club Deportivo TACON, en el año de transición previo a convertirse en la sección femenina del Real Madrid Club de Fútbol. En pos de mejorar una ya exitosa carrera deportiva, recaló en el conjunto madrileño, quien se estrenaba en la máxima categoría del fútbol español. Reforzado con numerosas futbolistas de proyección internacional y reconocida trayectoria, afrontaron la temporada con el objetivo de asentar bases de cara a temporadas venideras y consolidarse en la élite. Debutó el 22 de septiembre frente al Club Deportivo Escuelas de Fútbol de Logroño con una derrota por 5-1, correspondiente a la tercera jornada de liga. Anotó su primer tanto con las madrileñas el 3 de noviembre ante el Real Betis Balompié (1-1) al rematar de cabeza un centro de Chioma Ubogagu.
Pese a un irregular comienzo el equipo fue mejorando y logró una racha de resultados positivos que le situaron a mitad de la tabla clasificatoria con la que afrontar con garantías el final de temporada. No pudieron sin embargo acceder a las semifinales de la Copa de la Reina al caer eliminadas frente al Athletic Club.

## Selección nacional
Debutó como internacional absoluta con la selección alemana el 9 de marzo de 2006 contra Finlandia. Formó parte del equipo que se coronó campeón del mundo en la Copa Mundial Femenina de Fútbol de 2007 en China, aunque no tuvo ninguna participación en el campo. Posteriormente obtuvo la medalla de bronce en los Juegos Olímpicos de Pekín 2008 y se coronó campeona europea en la Eurocopa Femenina 2009.
Peter fue seleccionada para formar parte del equipo alemán durante la Copa Mundial Femenina de Fútbol de 2011 en su natal Alemania. Una lesión la dejó fuera de la Eurocopa Femenina 2013.

## Estadísticas

### Clubes
Actualizado a fin de carrera deportiva.
| F. C. Lokomotive Leipzig · Alemania | 2004-05       | 2.ª           | 19  | 3  | –  | – | –  | – | 19  | 3  | 0.16 |
| F. C. Lokomotive Leipzig · Alemania | 2005-06       | 3.ª           | 11  | 1  | 2  | 1 | –  | – | 13  | 2  | 0.15 |
| F. C. Lokomotive Leipzig · Alemania | Total club    | Total club    | 30  | 4  | 2  | 1 | 0  | 0 | 32  | 5  | 0.16 |
| F. F. C. Turbine Potsdam · Alemania | 2005-06       | 1.ª           | 12  | –  | 1  | – | 2  | – | 15  | 0  | 0    |
| F. F. C. Turbine Potsdam · Alemania | 2006-07       | 1.ª           | 22  | –  | –  | – | 4  | – | 26  | 0  | 0    |
| F. F. C. Turbine Potsdam · Alemania | 2007-08       | 1.ª           | 17  | 5  | –  | – | –  | – | 17  | 5  | 0.29 |
| F. F. C. Turbine Potsdam · Alemania | 2008-09       | 1.ª           | 21  | 5  | 1  | – | –  | – | 22  | 5  | 0.23 |
| F. F. C. Turbine Potsdam · Alemania | 2009-10       | 1.ª           | 22  | 6  | 3  | – | 8  | 1 | 33  | 7  | 0.21 |
| F. F. C. Turbine Potsdam · Alemania | 2010-11       | 1.ª           | 22  | 1  | 4  | – | 9  | 2 | 35  | 3  | 0.09 |
| F. F. C. Turbine Potsdam · Alemania | 2011-12       | 1.ª           | 22  | –  | 2  | 1 | 7  | 2 | 31  | 3  | 0.10 |
| F. F. C. Turbine Potsdam · Alemania | Total club    | Total club    | 138 | 17 | 11 | 1 | 30 | 5 | 179 | 23 | 0.13 |
| F. F. C. Fráncfort · Alemania       | 2012-13       | 1.ª           | 22  | 1  | 1  | – | –  | – | 23  | 1  | 0.04 |
| F. F. C. Fráncfort II · Alemania    | 2013-14       | 2.ª           | 3   | –  | –  | – | –  | – | 3   | 0  | 0    |
| F. F. C. Fráncfort · Alemania       | 2013-14       | 1.ª           | 4   | –  | –  | – | –  | – | 4   | 0  | 0    |
| F. F. C. Fráncfort · Alemania       | Total club    | Total club    | 26  | 1  | 1  | 0 | 0  | 0 | 27  | 1  | 0.04 |
| VfL Wolfsburgo · Alemania           | 2014-15       | 1.ª           | 22  | –  | 5  | – | 8  | 1 | 35  | 1  | 0.03 |
| VfL Wolfsburgo · Alemania           | 2015-16       | 1.ª           | 20  | 2  | 4  | 1 | 8  | 1 | 32  | 4  | 0.13 |
| VfL Wolfsburgo · Alemania           | 2016-17       | 1.ª           | 22  | 2  | 4  | – | 6  | – | 32  | 2  | 0.06 |
| VfL Wolfsburgo · Alemania           | 2017-18       | 1.ª           | 13  | 2  | 2  | – | 4  | – | 19  | 2  | 0.11 |
| VfL Wolfsburgo · Alemania           | 2018-19       | 1.ª           | 18  | 2  | 4  | – | 4  | – | 26  | 2  | 0.08 |
| VfL Wolfsburgo · Alemania           | 2019-20       | 1.ª           | -   | –  | 1  | – | –  | – | 1   | 0  | 0    |
| VfL Wolfsburgo · Alemania           | Total club    | Total club    | 95  | 8  | 20 | 1 | 30 | 2 | 145 | 11 | 0.08 |
| C. D. TACON · España                | 2019-20       | 1.ª           | 18  | 1  | 2  | – | –  | – | 20  | 1  | 0.05 |
| Real Madrid C. F. · España          | 2020-21       | 1.ª           | 27  | –  | 1  | – | –  | – | 28  | 0  | 0    |
| Real Madrid C. F. · España          | 2021-22       | 1.ª           | 22  | –  | 4  | 1 | 9  | 1 | 35  | 2  | 0.06 |
| Real Madrid C. F. · España          | Total club    | Total club    | 49  | 0  | 5  | 1 | 9  | 1 | 63  | 2  | 0.03 |
| Total carrera                       | Total carrera | Total carrera | 359 | 31 | 41 | 4 | 69 | 8 | 469 | 43 | 0.09 |
| 1. 2. 3.                            |               |               |     |    |    |   |    |   |     |    |      |

### Selección nacional

#### Partidos y goles marcados en Mundiales y Juegos Olímpicos
| Gol                                                  | Partido | Fecha     | Ubicación       | Rival      | Alineación      | Min | Puntuación | Resultado        | Competición      |
| ---------------------------------------------------- | ------- | --------- | --------------- | ---------- | --------------- | --- | ---------- | ---------------- | ---------------- |
| Pekín Fútbol Femenino Juegos Olímpicos 2008          |         |           |                 |            |                 |     |            |                  |                  |
|                                                      | 1       | 15-8-2008 | Shenyang        | Suecia     | 71' ( Bresonik) |     |            | 2-0 (PG)         | Cuartos de final |
|                                                      | 2       | 18-8-2008 | Shanghái        | Brasil     | Principal       |     |            | 1-4 (PP)         | Semifinal        |
|                                                      | 3       | 21-8-2008 | Shanghái        | Japón      | Principal       |     |            | 2-0 (PG)         | Tercer puesto    |
| Mundial de Alemania 2011                             |         |           |                 |            |                 |     |            |                  |                  |
|                                                      | 4       | 26-6-2011 | Berlín          | Canadá     | Principal       |     |            | 2-1 (PG)         | Fase de grupos   |
|                                                      | 5       | 30-6-2011 | Fráncfort       | Nigeria    | Principal       |     |            | 1-0 (PG)         | Fase de grupos   |
|                                                      | 6       | 5-7-2011  | Mönchengladbach | Francia    | Principal       |     |            | 4-2 (PG)         | Fase de grupos   |
|                                                      | 7       | 9-7-2011  | Wolfsburgo      | Japón      | Principal       |     |            | 0-1 (PP)         | Cuartos de final |
| Mundial de Canadá 2015                               |         |           |                 |            |                 |     |            |                  |                  |
|                                                      | 8       | 15-6-2015 | Winnipeg        | Tailandia  | Principal       |     |            | 4-0 (PG)         | Fase de grupos   |
|                                                      | 9       | 26-6-2015 | Montreal        | Francia    | Principal       |     |            | 1-1 (5-4 p) (PG) | Cuartos de final |
|                                                      | 10      | 4-7-2015  | Edmonton        | Inglaterra | Principal       |     |            | 0-1 (PP)         | Tercer puesto    |
| Rio de Janeiro Fútbol Femenino Juegos Olímpicos 2016 |         |           |                 |            |                 |     |            |                  |                  |
|                                                      | 11      | 3-8-2016  | São Paulo       | Zimbabue   | Principal       |     |            | 6-1 (PG)         | Fase de grupos   |
|                                                      | 12      | 6-8-2016  | São Paulo       | Australia  | Principal       |     |            | 2-2 (PE)         | Fase de grupos   |
|                                                      | 13      | 12-8-2016 | Salvador        | China      | Principal       |     |            | 1-0 (PG)         | Cuartos de final |
|                                                      | 14      | 16-8-2016 | Salvador        | Canadá     | Principal       |     |            | 2-0 (PG)         | Semifinal        |
|                                                      | 15      | 19-8-2016 | Río de Janeiro  | Suecia     | Principal       |     |            | 2-1 (PG)         | Final            |

#### Partidos y goles marcados en Campeonatos Europeos
| Gol           | Partido | Fecha     | Ubicación | Rival      | Alineación | Min | Puntuación | Resultado | Competición      |
| ------------- | ------- | --------- | --------- | ---------- | ---------- | --- | ---------- | --------- | ---------------- |
| Eurocopa 2009 |         |           |           |            |            |     |            |           |                  |
|               | 1       | 24-8-2009 | Tampere   | Noruega    | Principal  |     |            | 4-0 (PG)  | Fase de grupos   |
|               | 2       | 27-8-2009 | Tampere   | Francia    | Principal  |     |            | 5-1 (PG)  | Fase de grupos   |
|               | 3       | 30-8-2009 | Tampere   | Islandia   | Principal  |     |            | 1-0 (PG)  | Fase de grupos   |
|               | 4       | 4-9-2009  | Lahti     | Italia     | Principal  |     |            | 2-1 (PG)  | Cuartos de final |
|               | 5       | 7-9-2009  | Helsinki  | Noruega    | Principal  |     |            | 3-1 (PG)  | Semifinal        |
|               | 6       | 10-9-2009 | Helsinki  | Inglaterra | Principal  |     |            | 6-2 (PG)  | Final            |
| Eurocopa 2017 |         |           |           |            |            |     |            |           |                  |
|               | 7       | 17-7-2017 | Breda     | Suecia     | Principal  |     |            | 0-0 (PE)  | Fase de grupos   |
| 1             | 8       | 21-7-2017 | Tilburgo  | Italia     | Principal  | 67  | 2-1        | 2-1 (PG)  | Fase de grupos   |
| 2             | 9       | 25-7-2017 | Utrecht   | Rusia      | Principal  | 10  | 1-0        | 2-1 (PG)  | Fase de grupos   |
|               | 10      | 30-7-2017 | Róterdam  | Dinamarca  | Principal  |     |            | 1-2 (PP)  | Cuartos de final |

## Palmarés

### Campeonatos nacionales
| Título             | Club                     | Año  |
| ------------------ | ------------------------ | ---- |
| Campeonato de Liga | F. F. C. Turbine Potsdam | 2006 |
| Copa               | F. F. C. Turbine Potsdam | 2006 |
| Campeonato de Liga | F. F. C. Turbine Potsdam | 2009 |
| Campeonato de Liga | F. F. C. Turbine Potsdam | 2010 |
| Campeonato de Liga | F. F. C. Turbine Potsdam | 2011 |
| Campeonato de Liga | F. F. C. Turbine Potsdam | 2012 |
| Copa               | F. F. C. Frankfurt       | 2014 |
| Copa               | VfL Wolfsburg            | 2015 |
| Copa               | VfL Wolfsburg            | 2016 |
| Campeonato de Liga | VfL Wolfsburg            | 2017 |
| Copa               | VfL Wolfsburg            | 2017 |
| Campeonato de Liga | VfL Wolfsburg            | 2018 |
| Copa               | VfL Wolfsburg            | 2018 |
| Campeonato de Liga | VfL Wolfsburg            | 2019 |
| Copa               | VfL Wolfsburg            | 2019 |

### Campeonatos internacionales
Nota * : incluyendo selección.
| Título            | Equipo *                 | Año       |
| ----------------- | ------------------------ | --------- |
| Copa de Algarve   | Alemania                 | 2006      |
| Copa del Mundo    | Alemania                 | 2007      |
| Bronce Olímpico   | Alemania                 | 2008      |
| Eurocopa          | Alemania                 | 2009      |
| Copa de Algarve   | Alemania                 | 2012      |
| Copa de Algarve   | Alemania                 | 2014      |
| Oro Olímpico      | Alemania                 | 2016      |
| Copa de Algarve   | Alemania                 | 2020      |
| Liga de Campeones | F. F. C. Turbine Potsdam | 2009-2010 |

## Vida personal
Peter comenzó una relación con la futbolista americana Ella Masar. En septiembre de 2020, Masar dio a luz un niño. Ambas se casaron el 21 de julio de 2022.